# Back to Basics
| Совокупная оценка    | Совокупная оценка |
| Источник             | Оценка            |
| -------------------- | ----------------- |
| Metacritic           | (69/100)          |
| Оценки критиков      |                   |
| Источник             | Оценка            |
| Allmusic             | [ 2 ]             |
| Blender              | [ 3 ]             |
| Entertainment Weekly | B+                |
| The Observer         | [ 5 ]             |
| PopMatters           | (7/10)            |
| Rolling Stone        | [ 7 ]             |
| Slant Magazine       | [ 8 ]             |
| Sputnikmusic         | [ 9 ]             |
| Stylus Magazine      | B                 |
| Yahoo! Music UK      | [ 11 ]            |

Back to Basics (с англ. — «Возвращение к основам») — пятый студийный альбом американской певицы Кристины Агилеры, выпущенный 11 августа 2006 года. Несмотря на необычный стиль всего альбома, он имел оглушительный успех во всем мире. После этого Кристину называют поп-дивой и голосом поколения.
Агилера описывает альбом, как «возврат к 20-м, 30-м и 40-м годам, к соул-музыке, но в современной обработке». С альбома было выпущено 3 сингла: «Ain’t No Other Man», «Hurt» и «Candyman». Ещё 2 сингла, «Slow Down Baby» и «Oh Mother», распространялись в Австралии и Европе, соответственно.
Back To Basics был № 1 в 15 странах, а общий тираж от продаж составил 5 500 000 копий. Альбом был номинирован на премию Грэмми в номинациях «Лучший альбом», «Лучший женский вокал» («Candyman»), «Лучший женский вокал» («Ain’t No Other Man»). В последней номинации Кристина победила.

## Об альбоме
Агилера начала работу над третьим альбомом в 2005 году. Большой перерыв в карьере Кристина объясняет тем, что «хотела набраться побольше впечатлений, о которых расскажет в новом альбоме».
Для записи Агилера позвала музыкального продюсера DJ Premier, который работал с печально знаменитым Notorious B.I.G., Jay-Z и многими другими. Также Кристина пригласила Рича Харрисона, Марка Ронсона и Линду Перри, с которой она уже работала ранее над альбомом Stripped.
К 2006 году было написано уже достаточно материала для альбома, но на один диск этого было много. И тогда Агилера решила сделать CD двойным. На 2006 MTV Movie Awards Кристина официально объявила это.
В мае 2006 года, Пепси выпустило коммерческую рекламу, в которой Кристина исполняет «Here to stay» вместе с ливанской певицей Элиссой.
Агилера придумывает себе новый псевдоним — Baby Jane (как X-tina в Stripped). Новый псевдоним она использует в своём клипе «Ain’t No Other Man».

## Музыка и стиль

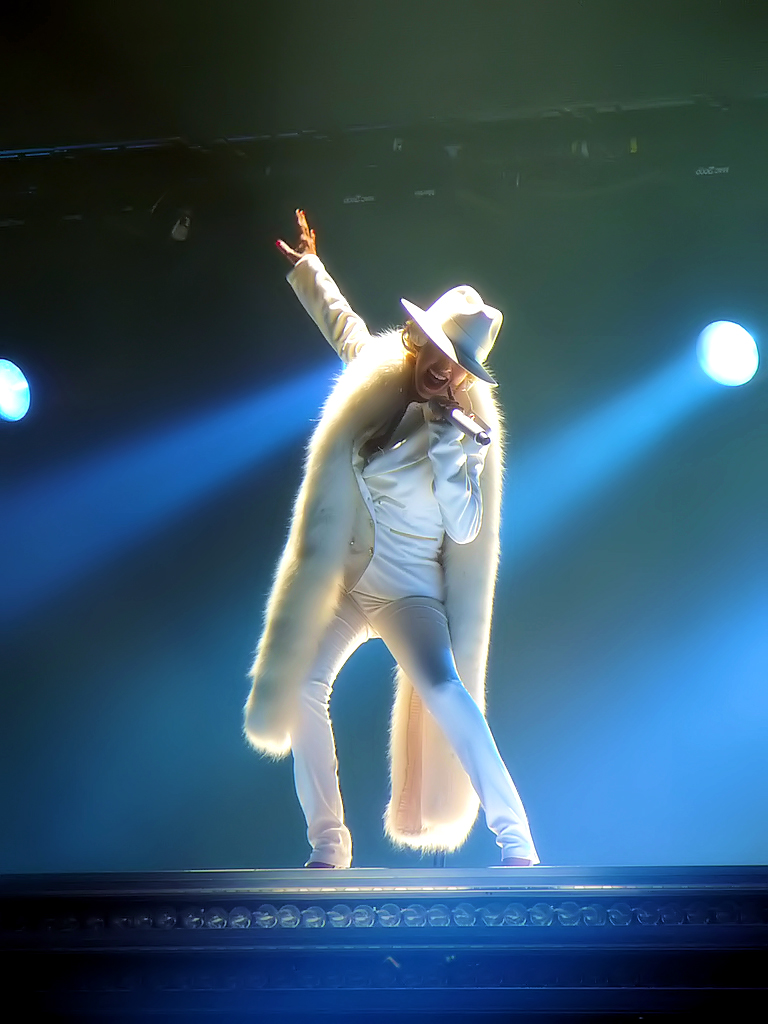
Тур Back to Basics, 2006 год

Агилера черпала вдохновение для нового альбома из творчества Билли Холидей, Эллы Фицджеральд, Этты Джеймс и других джазовых исполнителей. Позднее она говорила:

Я очень люблю джазовых исполнителей. В своей музыке они отражают всю душевную боль. Это очень близко мне.

Песни в альбоме с двумя дисками получились очень разносторонними. Первый диск с элементами музыки 1930-х, 1940-х годов в современной обработке. Практически во всех песнях использованы семплы из старых джазовых песен, кроме «F.U.S.S.», «Without you» и «Still Dirrty». Второй диск в основном состоит из баллад, написанных Агилерой и Перри. Также во втором CD используется тема цирка 1920-х годов.

## Лирическое содержание
Большинство песен Агилера посвятила своему мужу, Джордану. Например, в Ain’t No Other Man она поёт о светлой любви к нему и заявляет, что «никакой другой мужчина ей не нужен» (Ain’t No Other Man but you), а Save Me From Myself — это трогательная баллада-благодарность мужу за его любовь и за то, что он помог Кристине выйти из затяжной депрессии.
«Still Dirrty» является продолжением хита «Dirrty», который был подвергнут резкой критике из-за спорного видео, в котором Агилера демонстрирует сексуальный образ и акт мастурбации. В Still Dirrty Агилера просит поклонников не обманываться новым имиджем гламурной дивы 1940-х годов, ведь внутри она все ещё грязная.
В треке «Oh Mother» Агилера описывает тяжёлые отношения матери с отцом. Кристина говорила в одном из интервью по поводу этой песни:

Все мои песни с этого альбома имеют положительную окраску. Например, в песне Oh Mother я не изливаюсь слезами, говоря «вот, какая я и моя мама несчастные». Наоборот, я благодарю её за её силу воли и духа, за то, что она смогла убежать от той жизни с побоями и унижениями.

В песне «Back in the day» Агилера отдаёт дань певцам, которых слушала в детстве. Это Билли Холидей, Этта Джеймс, Отис Реддинг и др. Кристина называет их «новаторами» и «создателями»
В последней песне с первого диска, «Thank you» Агилера поёт о любви и признательности к своим поклонникам. В треке использованы семплы хита певицы «Genie in a Bottle».

## Коммерческий успех
Back to Basics был номером 1 в 15 странах, включая США, Великобританию, Австралию, Канаду, Германию.
Альбом дебютировал сразу на первом месте в чарте U.S. Billboard 200, став вторым альбомом Кристины номер 1. В первую неделю продаж было продано 615 000 копий альбома.
Альбом стал золотым в Японии, Кореи, Австрии, Польше, Франции, Нидерландах, Италии, Дании и Швеции; платиновым в Великобритании, Германии, Швейцарии, США и Сингапуре; 2-платиновым в Австралии и 3-платиновым в Канаде, Ирландии и России.

## Список композиций
| №   | Название                                        | Автор(ы) | Продюсер(ы)                            | Длительность |
| --- | ----------------------------------------------- | --- | -------------------------------------- | ------------ |
| 1.  | «Intro (Back to Basics)»                        | Christina Aguilera, Chris E. Martin, Kara DioGuardi, Roy Hawkins, Rick Darnell                                                                              | DJ Premier, Aguilera                   | 1:47         |
| 2.  | «Makes Me Wanna Pray» (featuring Steve Winwood) | Aguilera, DioGuardi, Rich Harrison, Winwood | Harrison, Aguilera                     | 4:10         |
| 3.  | «Back in the Day»                               | Aguilera, Martin, DioGuardi, Don Costa, Jimmy Castor, Langdon Fridle Jr., Douglas Gibson, Harry Jensen, Robert Manigault, Gerald Thomas                     | DJ Premier, Aguilera                   | 4:13         |
| 4.  | «Ain't No Other Man»                            | Aguilera, Martin, DioGuardi, Charles Martin Roane, Harold Beatty                                                                                            | DJ Premier, Roane, Aguilera, Rob Lewis | 3:49         |
| 5.  | «Understand»                                    | Aguilera, DioGuardi, Kwame Holland, Allen Toussaint | Kwame                                  | 3:46         |
| 6.  | «Slow Down Baby»                                | Aguilera, Mark Ronson, DioGuardi, Raymond Angry, William Guest, Merald Knight, Edward Patton, Gladys Knight, Marvin Bernard, Michael Harper, Curtis Jackson | Ronson, Aguilera                       | 3:29         |
| 7.  | «Oh Mother»                                     | Aguilera, Derryck Thornton, Mark Rankin, Liz Thornton, DioGuardi, Bruno Coulais, Christophe Barratier                                                       | Big Tank, Q, L Boggie, Aguilera        | 3:47         |
| 8.  | «F.U.S.S.»                                      | Aguilera, Roane, DioGuardi | Roane, Aguilera                        | 2:21         |
| 9.  | «On Our Way»                                    | Aguilera, D. Thornton, Rankin, L. Thornton, DioGuardi | Big Tank, Q, L Boggie, Aguilera        | 3:37         |
| 10. | «Without You»                                   | Aguilera, DioGuardi, Ronson, Lewis | Ronson, Aguilera                       | 3:57         |
| 11. | «Still Dirrty»                                  | Aguilera, Martin, DioGuardi | DJ Premier, Aguilera                   | 3:46         |
| 12. | «Here to Stay»                                  | Aguilera, Heather Holley, Tony Reyes, Ben H. Allen, George Henry Jackson                                                                                    | Reyes, Allen, Aguilera                 | 3:20         |
| 13. | «Thank You (Dedication to Fans...)»             | Aguilera, Martin, DioGuardi, Pamela Sheyne, David Frank, Steve Kipner                                                                                       | DJ Premier, Aguilera                   | 4:59         |

| №  | Название              | Автор(ы)                          | Продюсер(ы) | Длительность |
| -- | --------------------- | --------------------------------- | ----------- | ------------ |
| 1. | «Enter the Circus»    | Aguilera, Linda Perry             | Perry       | 1:42         |
| 2. | «Welcome»             | Aguilera, Perry, Ronson, Paul III | Perry       | 2:43         |
| 3. | «Candyman»            | Aguilera, Perry                   | Perry       | 3:14         |
| 4. | «Nasty Naughty Boy»   | Aguilera, Perry                   | Perry       | 4:45         |
| 5. | «I Got Trouble»       | Aguilera, Perry                   | Perry       | 3:42         |
| 6. | «Hurt»                | Aguilera, Perry, Ronson           | Perry       | 4:03         |
| 7. | «Mercy on Me»         | Aguilera, Perry                   | Perry       | 4:33         |
| 8. | «Save Me from Myself» | Aguilera, Perry, Билл Боттрелл    | Perry       | 3:13         |
| 9. | «The Right Man»       | Aguilera, Perry                   | Perry       | 3:51         |

Примечания
- «Intro (Back to Basics)» содержит семпл из «The Thrill is Gone (Live)», исполненной B.B. King, The Crusaders и The Royal Philharmonic Orchestra.
- «Makes Me Wanna Pray» содержит семпл из «Glad», исполненной Traffic.
- «Back in the Day» содержит семплы из «Charlie», исполненной Don Costa Orchestra, и «Troglodyte», исполненной The Jimmy Castor Bunch. Также включает семпл из песни «Close (to the Edit)» группы Art of Noise.
- «Ain’t No Other Man» содержит семплы из «Happy Skippy Moon Strut», исполненной Moon People, и «The Cissy’s Thang», исполненной The Soul Seven.
- «Understand» содержит семпл из «Nearer to You», исполненной Betty Harris.
- «Slow Down Baby» содержит семплы из «Window Raisin' Granny», исполненной Gladys Knight & the Pips, и «So Seductive», исполненной Tony Yayo.
- «Oh Mother» содержит семпл из «Vois Sur Ton Chemin», написанной Bruno Coulais и Christophe Barratier.
- «On Our Way» содержит семпл из «Sentimentale», исполненной Claude Bolling.
- «Here to Stay» содержит семпл из «The Best Thing You Ever Had», исполненной Candi Staton.
- «Thank You (Dedication to Fans…)» содержит семплы из «Can’t Hold Us Down» и «Genie in a Bottle», исполненных Агилерой, и «Think Big», исполненной Pudgie the Fat Bastard при участии The Notorious B.I.G.. В записи трека также участвовали: Shane Burrows, Jessica Cavanaugh, She-Tara Franklin, Michael Holmin, Warren Keller, Antoinette Litte, Gustavo Medina, Sarah Anne Moore, Joshua Pospisil, Cory Steale, Durant Searcy, Samantha Silver, Tammy Simpson и Shanna Nicole Wiles.
- «Candyman» содержит семпл из «Tarzan & Jane Swingin' on a Vine» из Run To Cadence With U.S. Marines.

## Чарты
| Чарт (2006)                            | Высшая позиция |
| -------------------------------------- | -------------- |
| Австралия (ARIA)                       | 1              |
| Австрия (Ö3 Austria)                   | 1              |
| Бельгия/Фландрия (Ultratop)            | 2              |
| Бельгия/Валлония (Ultratop)            | 4              |
| Canadian Albums (Billboard)            | 1              |
| Czech Albums (ČNS IFPI)                | 4              |
| Дания (Hitlisten)                      | 2              |
| Нидерланды (Album Top 100)             | 1              |
| European Top 100 Albums (Billboard)    | 1              |
| Финляндия (Suomen virallinen lista)    | 6              |
| Франция (SNEP)                         | 10             |
| Германия (Offizielle Top 100)          | 1              |
| Венгрия (MAHASZ)                       | 1              |
| Ирландия (IRMA)                        | 1              |
| Италия (Classifica album)              | 3              |
| Japanese Albums (Oricon)               | 7              |
| Новая Зеландия (RMNZ)                  | 2              |
| Норвегия (VG-lista)                    | 4              |
| Polish Albums (ZPAV)                   | 9              |
| Португалия (AFP)                       | 26             |
| Испания (PROMUSICAE)                   | 5              |
| Швеция (Sverigetopplistan)             | 2              |
| Швейцария (Schweizer Hitparade)        | 1              |
| Великобритания (UK Albums Chart)       | 1              |
| США (Billboard 200)                    | 1              |
| США (Billboard Top R&B/Hip-Hop Albums) | 2              |

| Чарт (2006)                        | Позиция |
| ---------------------------------- | ------- |
| Australian Albums (ARIA)           | 45      |
| Austrian Albums (Ö3 Austria)       | 27      |
| Dutch Albums (MegaCharts)          | 42      |
| Hungarian Albums (MAHASZ)          | 63      |
| Swiss Albums (Schweizer Hitparade) | 16      |
| UK Albums (OCC)                    | 56      |
| US Billboard 200                   | 59      |

| Чарт (2007)                        | Позиция |
| ---------------------------------- | ------- |
| Australian Albums (ARIA)           | 34      |
| Austrian Albums (Ö3 Austria)       | 43      |
| Dutch Albums (MegaCharts)          | 88      |
| French Albums (SNEP)               | 109     |
| New Zealand Albums (RMNZ)          | 43      |
| Swiss Albums (Schweizer Hitparade) | 53      |
| UK Albums (OCC)                    | 127     |
| US Billboard 200                   | 73      |

## Сертификации
| Регион | Сертификация  | Продажи    |
| --- | ------------- | ---------- |
| Австралия (ARIA) | 2× Платиновый | 140 000^   |
| Австрия (IFPI Austria)                                                                                                   | Золотой       | 15,000*    |
| Бельгия (BEA) | Платиновый    | 50,000*    |
| Канада (Music Canada) | 3× Платиновый | 300 000^   |
| Czech Republic (IFPI) | Золотой       | 2,500x     |
| Дания (IFPI Danmark) | Золотой       | 20 000^    |
| Франция (SNEP) | Золотой       | 100,965*   |
| Германия (BVMI) | Платиновый    | 200 000^   |
| Гонконг (IFPI Hong Kong)                                                                                                 | Золотой       | 7,500*     |
| Венгрия (Mahasz) | Платиновый    | 20,000^    |
| Ирландия (IRMA) | 3× Платиновый | 45 000^    |
| Италия (FIMI) | Золотой       | 40 000*    |
| Япония (RIAJ) | Золотой       | 100 000^   |
| Нидерланды (NVPI) | Золотой       | 35 000^    |
| Новая Зеландия (RMNZ) | Платиновый    | 15 000^    |
| Польша (ZPAV) | Золотой       | 10 000*    |
| Россия (NFPF) | 3× Платиновый | 60 000*    |
| Singapore (RIAS) | Платиновый    | 10,000*    |
| Республика Корея (KMCA)                                                                                                  | Золотой       | 5,000x^    |
| Швеция (GLF) | Золотой       | 30 000^    |
| Швейцария (IFPI Switzerland)                                                                                             | Платиновый    | 30 000^    |
| Великобритания (BPI) | Платиновый    | 522,696    |
| США (RIAA) | Платиновый    | 1,712,000  |
| Итого |               |            |
| Европа (IFPI) | Платиновый    | 1 000 000* |
| * Данные о продажах приведены только на основе сертификации. ^ Данные о тиражах приведены только на основе сертификации. |               |            |